# Sissi de la Lande III
Sissi de la Lande III, plus fréquemment nommée Sissi de la Lande et parfois Miss San Patrignano du nom de son sponsor, est une jument baie de saut d'obstacles, de race selle français, ayant concouru avec le cavalier Michel Robert. Elle termine sa carrière sous la selle d'Eddie Macken, rebaptisée Miss Fan.

## Histoire
Elle naît le 15 avril 1984 à l'élevage de Jean-Luc Launay, à Saint-Georges-Montcocq dans la Manche, en Normandie, France,.
Sissi de la Lande III est révélée par Michel Robert, qui la fait sponsoriser par San Patrignano, d'où un affixe : Miss San Patrignano, utilisé notamment pour les Jeux équestres mondiaux de 1994 à la Haye. Elle est ensuite vendu à Eddie Macken, qui la rebaptise Miss Fan. 

## Description
Sissi de la Lande III est une jument de robe baie, inscrite dans le stud-book du Selle français. 

## Palmarès
Elle atteint un indice de saut d'obstacles (ISO) de 190 en 1994
- 1993 : médaille d'argent en individuel et médaille de bronze par équipe aux championnats d'Europe de Gijón en Espagne, médaille d'or individuel et par équipe aux Jeux méditerranéens de Perpignan.
- 1994 :  championne de France de saut d'obstacles[6] ; médaille d'argent individuel et par équipe aux Jeux équestres mondiaux de La Haye aux Pays-Bas[7].